# Jon-Erik Hexum
Jon-Erik Hexum (Englewood, 5 novembre 1957 – Beverly Hills, 18 ottobre 1984) è stato un attore e modello statunitense di origine norvegese e greca, che raggiunse la notorietà nei primi anni ottanta.
È ricordato – oltre che per le sue interpretazioni – anche per la morte, avvenuta a soli 26 anni il 18 ottobre 1984 in seguito a un incidente sul set di  Cover Up (il telefilm che lo vedeva protagonista).

## Biografia

### Infanzia e adolescenza
Jon-Erik (all'anagrafe: Jon Eric) Hexum nacque a Englewood (New Jersey) (o Tenafly), nel New Jersey, secondogenito degli immigrati norvegesi Thorleif e Gretha Hexum. Dopo il divorzio dei genitori, quando Jon Eric aveva appena 4 o 5 anni, lui e il  fratello maggiore Gunnar furono cresciuti dalla madre, (che si dovette “reinventare” vari lavori per poter mantenere la famiglia) e lui in seguito non avrebbe più rivisto suo padre per 16 anni. Fu allievo del Case Western Riserve di Cleveland e della Michigan State University di East Lansing (Michigan), dove studiò ingegneria biomedica. Durante quegli anni, aveva svariate vocazioni: atleta, campione di pattinaggio, giocatore di football, attore.

### La carriera di attore
Dopo la laurea, scelse quale doveva essere la sua strada e si trasferì a New York per intraprendere la carriera di attore.. Qui, tra un'audizione e l'altra e qualche piccola parte in film e soap opere, si mantenne attraverso alcuni lavoretti, tra cui bagnino in una piscina e cameriere in una gelateria nel Paramus Park,. Durante una delle audizioni, venne notato da Bob LeMond (che fu "pigmalione" anche di John Travolta,) che gli propose di trasferirsi a Los Angeles, città in cui Hexum giunse nel settembre 1981. Dopo un provino non andato a buon fine per il film Summer Lovers, nel 1982 venne scelto per interpretare il ruolo di Phineas Bogg nel film Voyagers from the Unknown e nel telefilm ad esso ispirato Voyagers! - Viaggiatori del tempo.
La serie Voyagers! - Viaggiatori del tempo durò soltanto una stagione, ma Jon-Erik attirò l'attenzione dell'attrice Joan Collins, che lo volle per il ruolo principale di Idolo da copertina, dove Hexum doveva interpretare il ruolo di un giovane che sogna di entrare nello show business. Nel 1984 venne ingaggiato per il ruolo dell'agente della CIA Marc Harper nel telefilm Cover Up, ma su quel set l'avrebbe atteso un tragico destino dopo poche registrazioni.

### La tragica morte
Venerdì 12 ottobre 1984, in un momento di pausa delle riprese della serie Cover Up a Century City a Beverly Hills, Los Angeles, dopo aver caricato a salve una 44 Magnum per una scena che doveva girare, si puntò l'arma alla tempia e, per un tragico "gioco", premette il grilletto, evidentemente ignaro del rischio a cui poteva andar incontro: lo sparo a salve, anche se privo di pallottola, creò una pressione tale sul cranio, per la quale dei frammenti ossei si conficcarono nel cervello.
L'attore venne subito trasportato al Beverly Hills Medical Center, dove fu sottoposto ad un delicato intervento chirurgico, durato 5 ore, al termine del quale venne trasferito in sala di rianimazione in stato di coma. Il 18 ottobre, dopo sei giorni di agonia, Jon-Erik Hexum venne dichiarato clinicamente morto dal dottor David Ditsworth, e la madre acconsentì al prelievo degli organi. Il fatto, e in particolare la donazione del cuore ad un afroamericano di Las Vegas di nome Michael Washington, ispirò James Parriot, il creatore di Voyagers! - Viaggiatori del tempo, per il film Un fantasma per amico (Heart Condition). Dopo il prelievo d'organi, Jon-Erik Hexum fu cremato e le sue ceneri vennero sparse dalla madre nell'oceano Pacifico, vicino ad una spiaggia dove il figlio amava fare jogging.
Le registrazioni del telefilm Cover Up ripresero dopo quattro settimane dalla morte di Hexum con un episodio che conteneva un omaggio all'attore scomparso, il cui personaggio venne “fatto morire” in azione e sostituito da un nuovo protagonista, interpretato dall'attore britannico Antony Hamilton. La serie venne però cancellata dopo una sola stagione.

## Vita privata
Jon-Erik Hexum ebbe relazioni con le attrici Heather Thomas e Emma Samms e con la cantante Elizabeth Daily (sua partner all'epoca della morte).

## Filmografia

### Cinema
- Voyagers from the Unknown, regia di Winrich Kolbe e James D. Parriott (1982)
- The Bear, regia di Richard C. Sarafian (1984)

### Televisione
- Fantasy - serie TV, 1 episodio (1982)
- Voyagers! - Viaggiatori del tempo  (Voyagers!) - serie TV, 20 episodi (1982-1983)
- Just Men! - serie TV, 1 episodio (1983)
- Idolo da copertina (Making of a Male Model), regia di Irving J. Moore - film TV (1983)
- Hotel - serie TV, 1 episodio (1984)
- Cover Up - serie TV, 7 episodi (1984)

## Doppiatori italiani
Nelle versioni in italiano dei suoi film, Jon-Erik Hexum è stato doppiato da:
- Massimo Rossi in Voyagers! - Viaggiatori del tempo
- Lorenzo Macrì in Cover Up